# Bory-vár

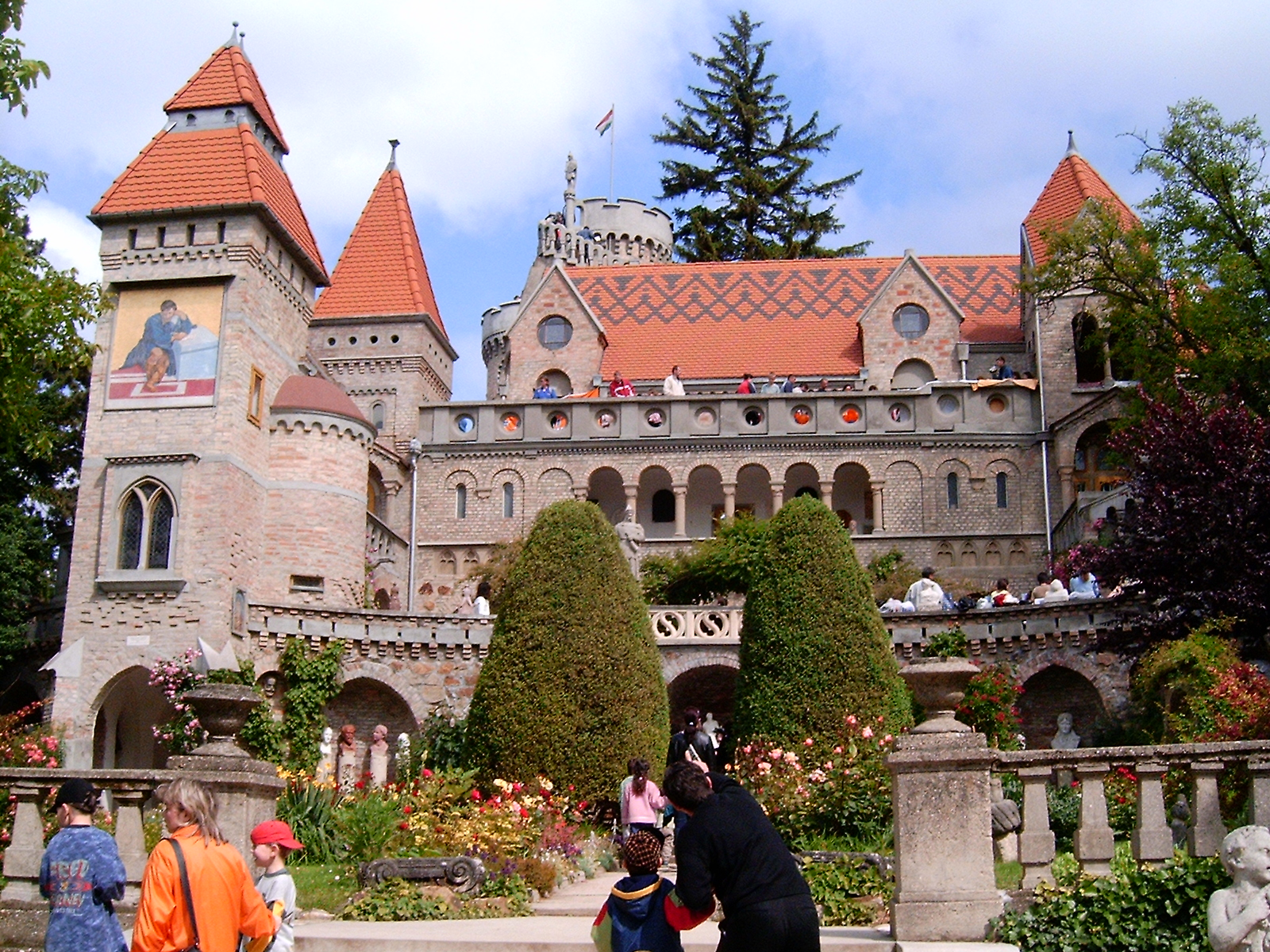
Blick vom Haupteingang auf die Burg

Bory-vár (Bory-Burg) heißt ein vom ungarischen Bildhauer, Architekten und Hochschullehrer Jenő Bory (1879–1959) in jahrzehntelanger Eigenarbeit ab 1923 errichteter schlossartiger Gebäudekomplex im Stadtteil Öreghegy am Nordostrand der Stadt Székesfehérvár. Der eklektizistische Bau dient heute als Museum.
Das Gebäude wurde 1964 von der Familie des Künstlers vollendet. Es enthält 30 Räume und weist sieben Türme auf. Der Aussichtsturm ist 30 m hoch. Bory-vár ist reich geschmückt mit Bildern und Statuen, die vorrangig von Jenő Bory selbst und von seiner Frau Ilona Komócsin, einer Malerin, geschaffen wurden. Sie stellen hauptsächlich führende Persönlichkeiten und wichtige Ereignisse der ungarischen Geschichte dar. Außerdem umfasst die Burg eine „Kapelle der Gattenliebe“ mit einer allegorischen Statue, die die Züge von Borys Frau trägt.
Die Grundstruktur des Gebäudes besteht aus Stahlbeton, äußerlich hat es romantisch-historistischen Charakter. An der Errichtung des Schlosses, die hauptsächlich während der Sommerferien vorangetrieben wurde, waren auch Jenő Borys Studenten beteiligt.
Das Gebäude gilt als eine der bedeutendsten Sehenswürdigkeiten der ehemaligen ungarischen Krönungsstadt Székesfehérvár und wird jährlich von Tausenden Touristen besucht.

## Weblinks

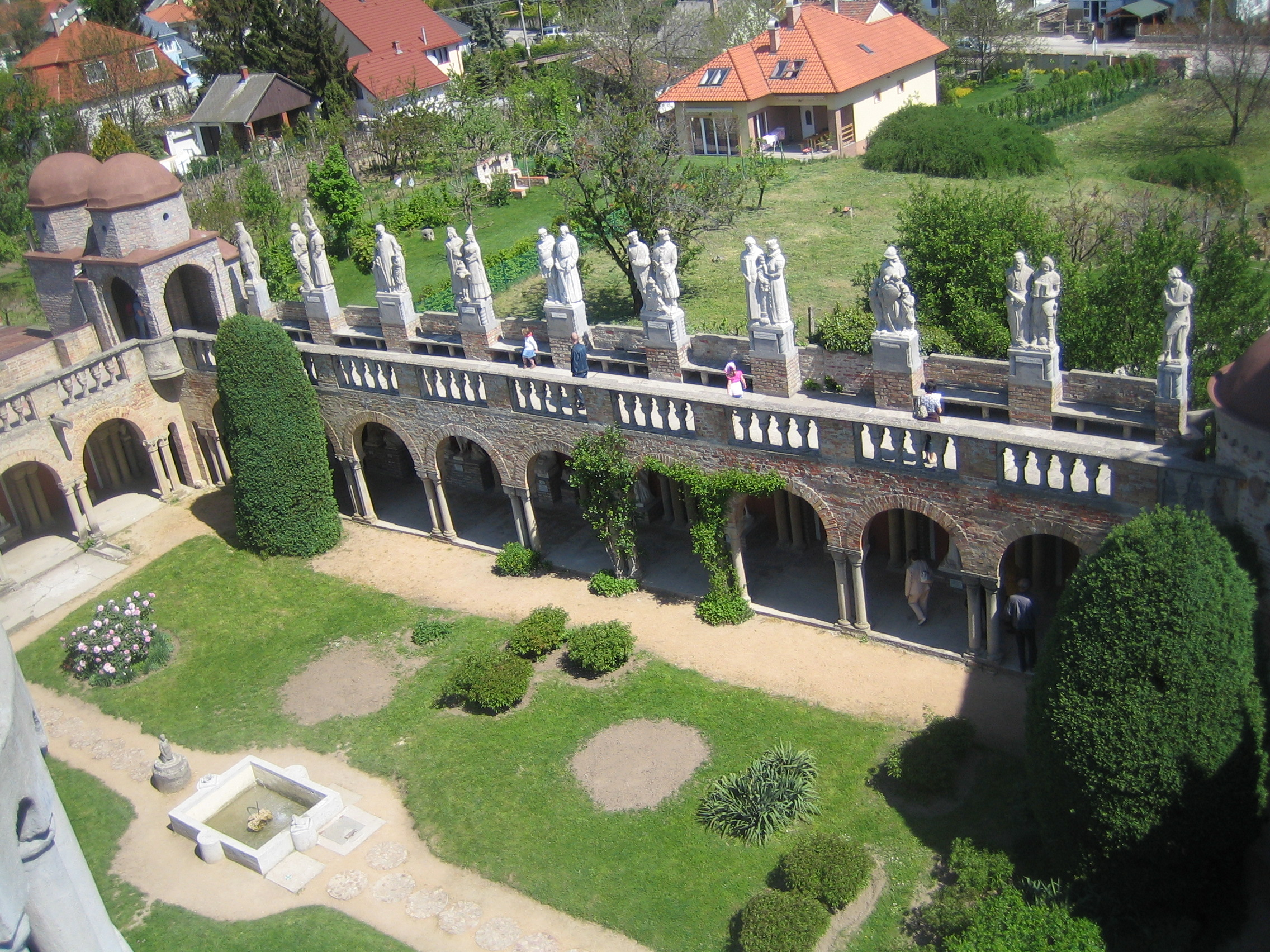
Blick vom Aussichtsturm
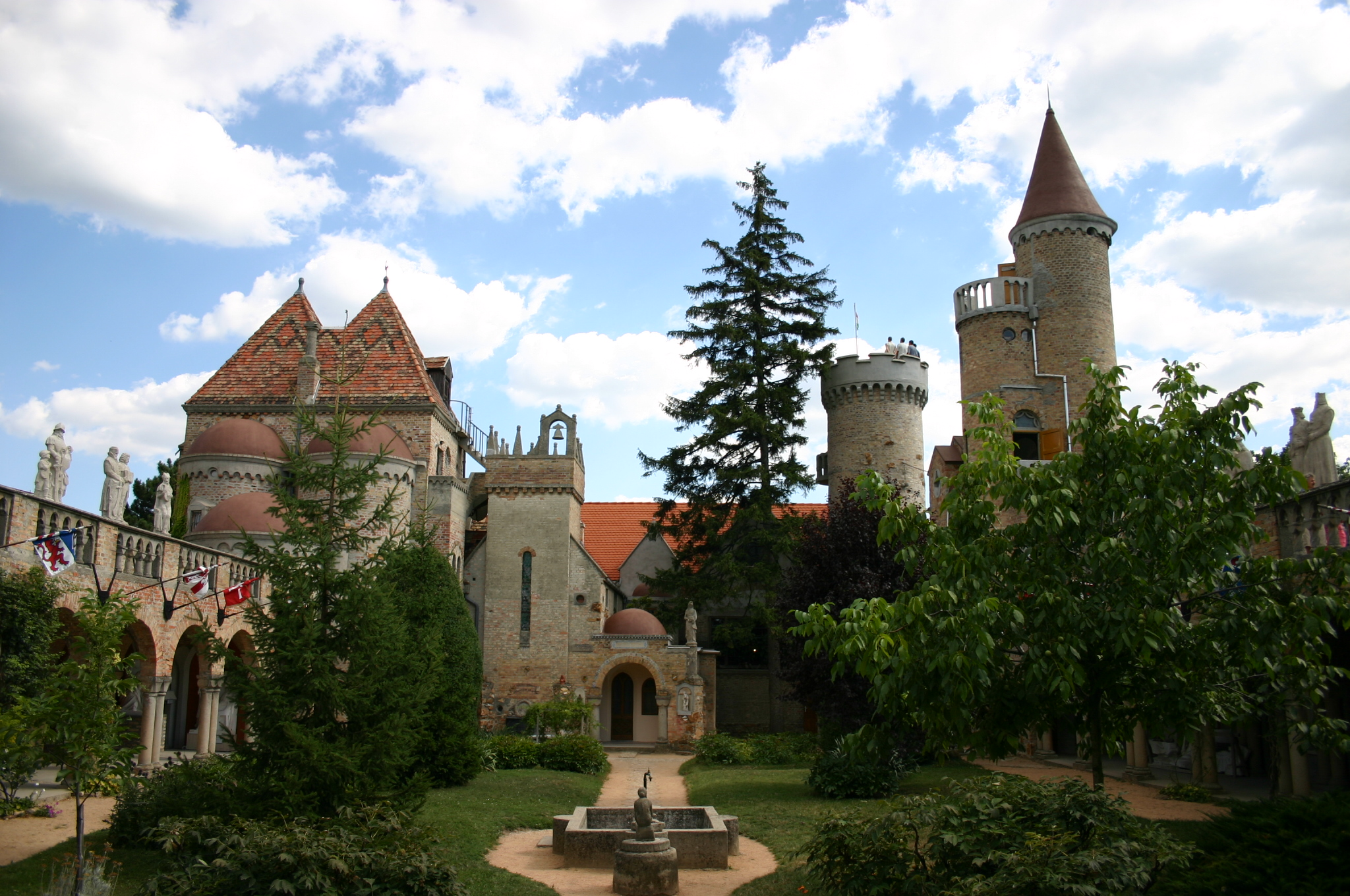
Gartenseite
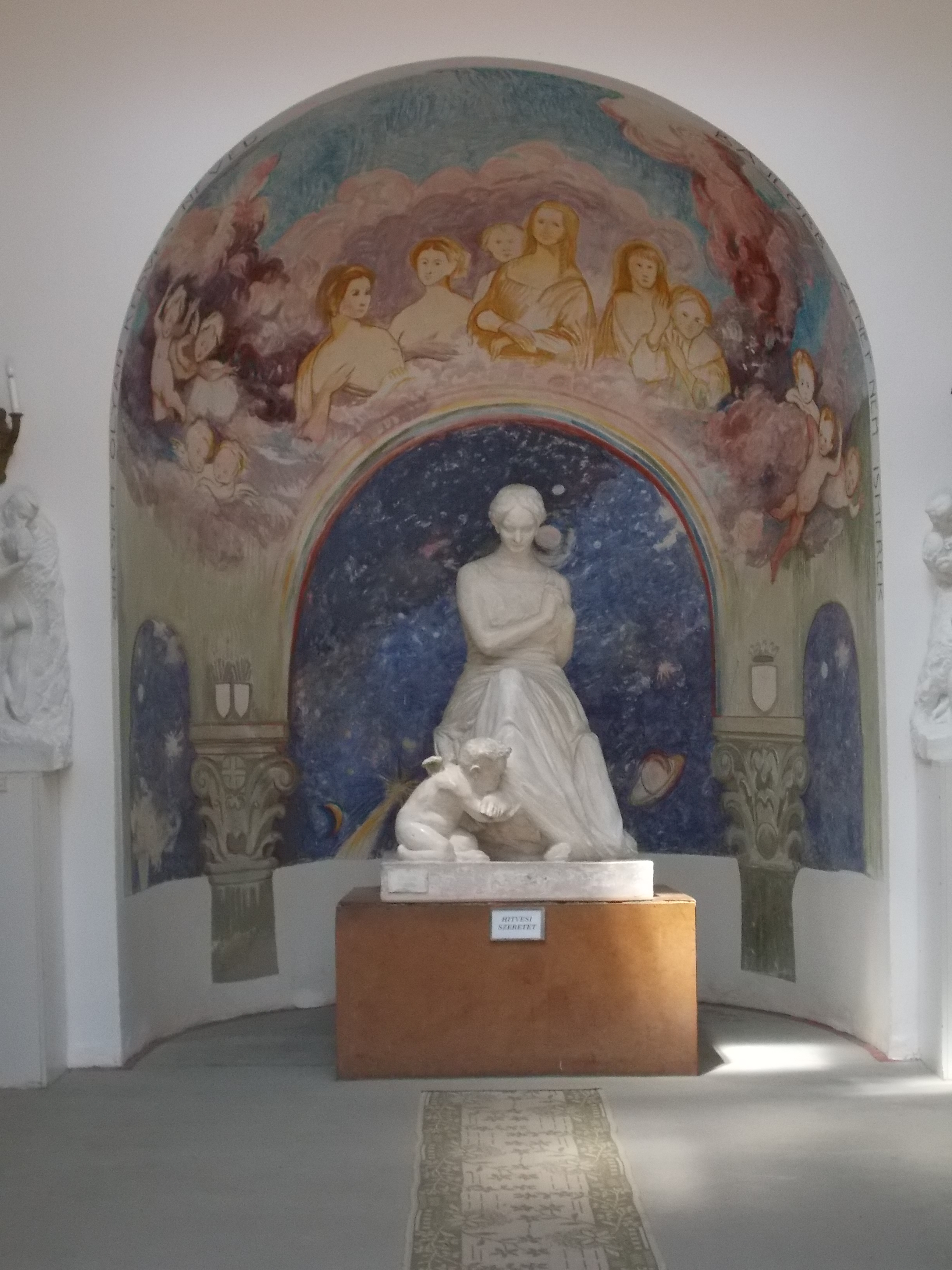
Die „Kapelle der Gattenliebe“